# Heterotopía
La heterotopía es un cambio evolutivo en la disposición espacial del desarrollo embrionario de un animal, complementario a la heterocronía, un cambio en la velocidad o el momento de un proceso de desarrollo. Fue identificado por primera vez por Ernst Haeckel en 1866 y ha permanecido menos estudiado que la heterocronía.

## Concepto
El zoólogo alemán Ernst Haeckel introdujo en 1866 el concepto de heterotopía, el cual produce la evolución por un cambio en la disposición espacial de algún proceso dentro del embrión. Dio como ejemplo un cambio en el posicionamiento de la capa germinal que creó las gónadas. Desde entonces, la heterotopía se ha estudiado menos que su compañera, la heterocronía que da como resultado fenómenos más fácilmente observables como la neotenia. Con la llegada de la biología evolutiva del desarrollo a fines del siglo XX, la heterotopía se ha identificado en cambios en la tasa de crecimiento; en la distribución de proteínas en el embrión; la creación de la mandíbula vertebrada; el reposicionamiento de la boca de los gusanos nematodos y del ano de los erizos de mar irregulares. La heterotopía puede crear nuevas morfologías en el embrión y, por lo tanto, en el adulto, lo que ayuda a explicar cómo la evolución da forma a los cuerpos.
En términos de biología evolutiva del desarrollo, heterotopía significa el posicionamiento de un proceso de desarrollo en cualquier nivel en un embrión, ya sea a nivel del gen, un circuito de genes, una estructura corporal o un órgano. A menudo implica homeosis, el cambio evolutivo de un órgano a otro. La heterotopía se logra mediante la reconexión del genoma de un organismo y, en consecuencia, puede crear un cambio evolutivo rápido.
El biólogo evolutivo Brian K. Hall argumenta que la heterocronía ofrece un mecanismo tan simple y fácil de entender para remodelar los cuerpos que la heterotopía a menudo se ha pasado por alto. Dado que iniciar o detener un proceso antes o después, o cambiar su ritmo, puede causar claramente una amplia variedad de cambios en la forma y el tamaño del cuerpo (alometría), los biólogos han invocado, a juicio de Hall, la heterocronía con exclusión de la heterotopía.